# Jorge Comas
Pour les articles homonymes, voir Comas (homonymie).
Jorge Alberto Comas Romero (né le 9 juin 1960 à Paraná en Argentine) est un joueur argentin de football.

## Biographie
Surnommé Comitas, il commence sa carrière professionnelle au Colón de Santa Fe en 1980. Après la relégation du club de la Primera División Argentina en 1981, il part jouer au Vélez Sarsfield où il inscrit 54 buts en 166 matchs. Il finit meilleur buteur du championnat national argentin en 1985 avec 12 buts.
En 1986, Comas rejoint le Boca Juniors où il devient un grand buteur avec pas moins de 63 buts inscrits en 127 matchs toutes compétitions confondues.
En 1989, Comas part au Mexique pour jouer à Veracruz, où il devient une star dans le championnat après avoir fini meilleur buteur du championnat lors de la saison 1989-1990. Il évolue pour les « Tiburones Rojos » jusqu'en 1994 où il retourne au pays dans son premier club, le Colón de Santa Fe.
Après sa retraite, Comas devient entraîneur des attaquants dans de nombreux clubs mexicains comme Celaya, León, Cruz Azul et Veracruz.